# Кейп-Фир (река)
Кейп-Фир (англ. Cape Fear River) — река на востоке США в Северной Каролине, впадающая в Атлантический океан в бухте мыса Страха, по которому и получила своё название. Длина реки составляет 325 км. Вода реки характерного тёмного цвета в связи с тем, что протекает в основном по лесной местности.

## История
В октябре 1662 года английский исследователь Уильям Хилтон исследовал верховья реки и отметил её рыбные и охотничьи богатства. Он описал обширные луга, болотистую местность, поросшую крупными дубами и другими деревьями. В 1664 году его экспедиция на корабле Adventure изучила главным образом северо-восточную часть поймы. На длинных шлюпках они исследовали несколько притоков Кейп-Фир и составили благоприятное предложение о перспективах колонизации региона.

## Течение
Река начинается в районе Хейвуд на границе графств Ли и Чатем. Образуется при слиянии рек Дип и Хоу чуть ниже озера Джорден. Протекает юго-восточнее Лиллингтона, Фейетвилла и Элизабеттауна, затем в неё впадает Блек-ривер в 16 км к северо-западу от Уилмингтона. У Уилмингтона в Кейп-Фир впадают Норт-Ист-Кейп-Фир и Брунсвик-ривер. Затем река поворачивает на юг, расширяется в эстуарий и впадает в Атлантический океан в 5 км к западу от косы Кейп-Фир.

## Галерея

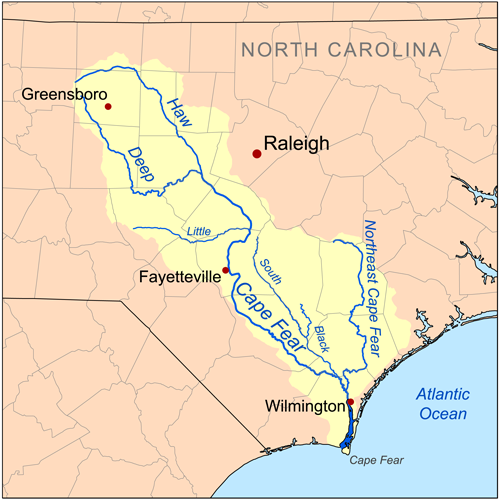
Бассейн реки Кейп-Фир
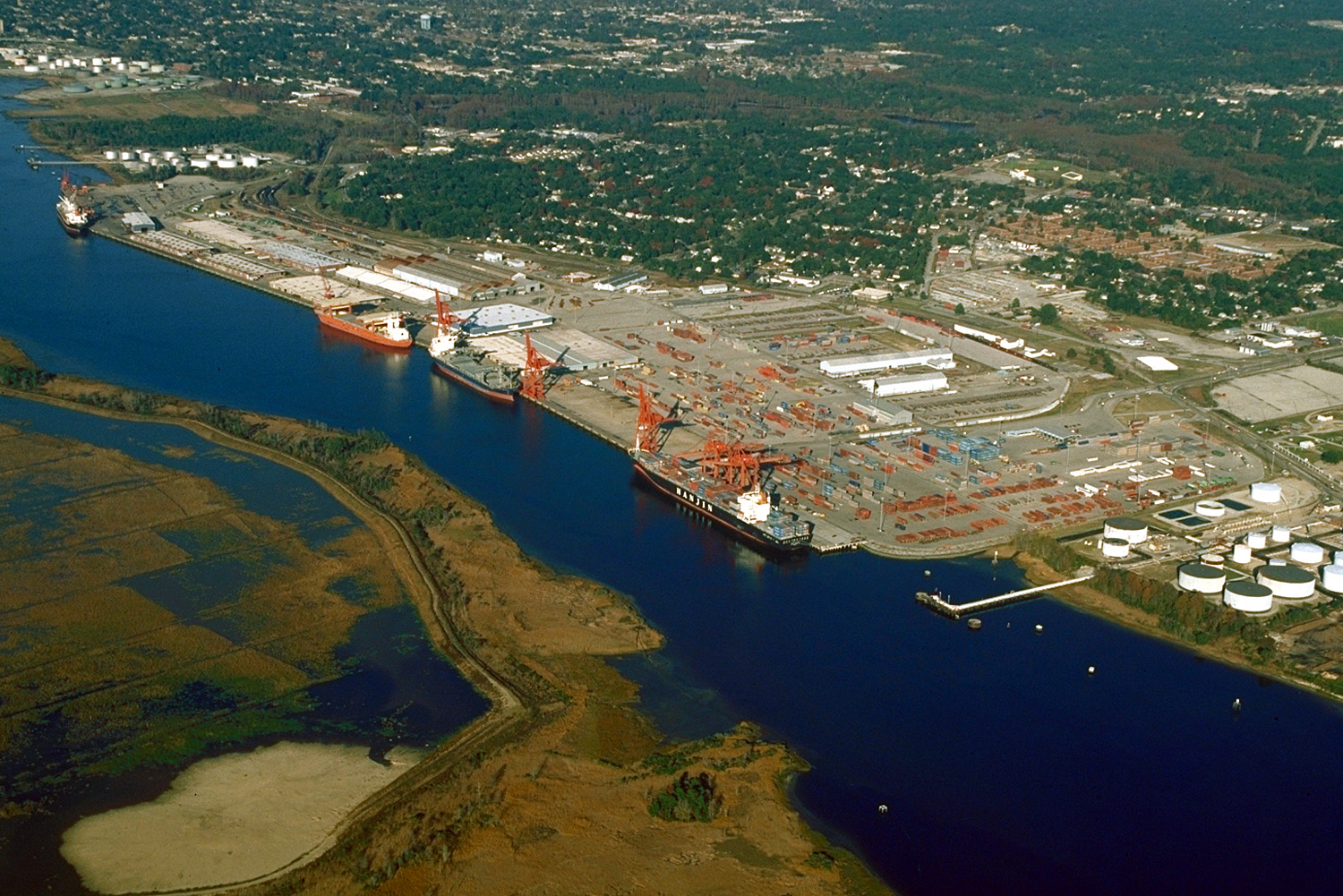
Порт Уилмингтон в устье реки Кейп-Фир
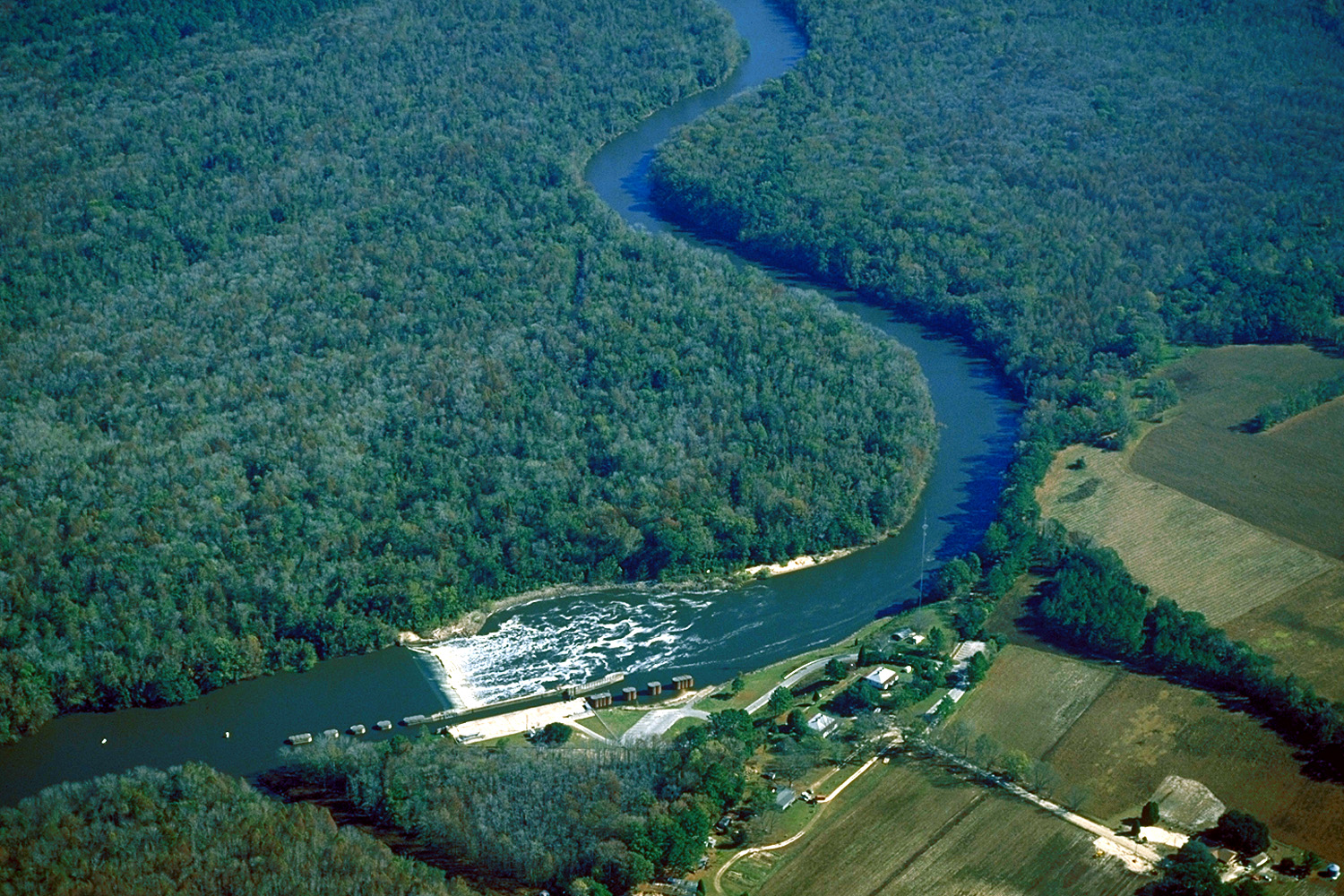
Шлюз и дамба № 1 на реке Кейп-Фир в округе Блейден выше Уилмингтона
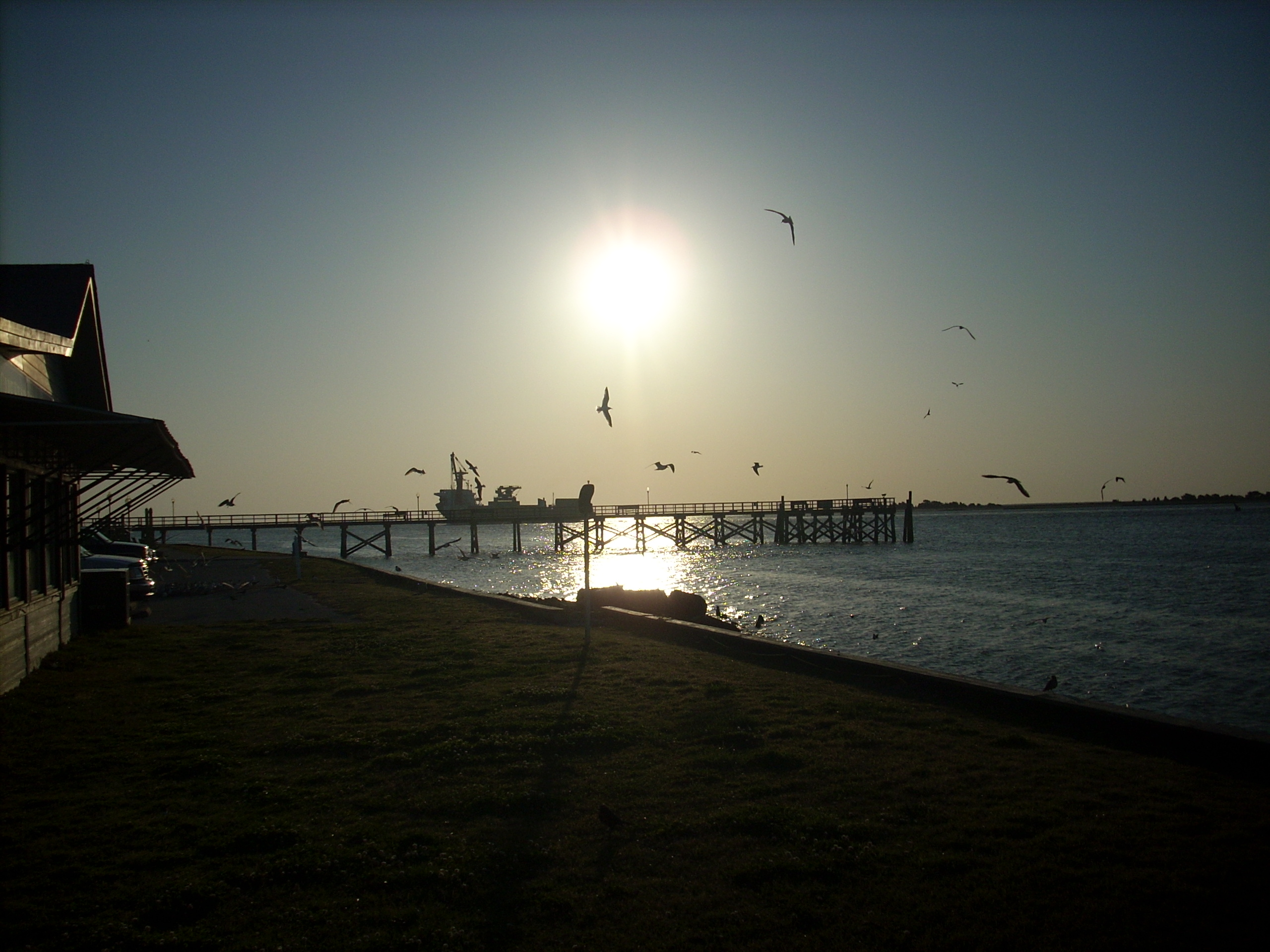
Грузовой корабль в устье реки Кейп-Фир в районе Саутпорт